# Port de Chancay
Le port de Chancay, en espagnol Puerto de Chancay, est un terminal maritime situé à Chancay, au Pérou. Il a été développé par Cosco Shipping Ports Chancay Perú S.A., une société composée de la société publique chinoise de transport et de logistique COSCO Shipping en association avec la société péruvienne Volcan. Le port fait partie de l’initiative « la Ceinture et la Route » ; et selon la loi péruvienne, il est considéré comme un port privé à usage public, accordant à l'opérateur l'exclusivité pour fournir des services portuaires.
Le port est situé à environ 75 kilomètres au nord de Lima. Le projet a déjà coûté 1,3 milliard de dollars dans sa première phase, sur une facture totale attendue de 3,5 milliards de dollars une fois pleinement mis en œuvre. Le terminal devrait s'étendre sur environ 140 hectares, pouvant accueillir les plus grands transporteurs du monde.

## Historique
En 2007, l'ancien amiral de la marine péruvienne Juan Ribaudo de la Torre a eu l'idée de construire un grand port commercial au sud de l'ancien quai de Chancay, pour lequel il a fondé la société Chancay Port (CHP), en fournissant le terrain où le exécuterait les travaux. En 2011, Ribaudo et son entreprise se sont associés à la Volcan Compañía Minera S. A. A. péruvienne, créant la société Terminales Portuarios Chancay (TPCH) dans le but de développer le projet portuaire, qui consisterait en un terminal portuaire polyvalent et une zone d'activités logistiques. Après la mort de Ribaudo, Volcan a acquis 100% du projet et a commencé, en 2016, la réalisation de la première étape, dans laquelle elle estimait investir 460 millions de dollars. Toutefois, considérant que la réalisation complète des travaux nécessiterait près de 1,8 milliard de dollars, Volcan a entamé la recherche d'un partenaire stratégique.
En 2019, Volcan Compañía Minera S. A. A. et la société chinoise Cosco Shipping Ports ont annoncé la signature d'un accord d'association commerciale pour le développement conjoint du projet. L'entrée de l'entreprise chinoise impliquait la reformulation et l'expansion du projet, qui comprendrait une nouvelle conception, le développement de l'ingénierie, la construction et l'exploitation de ce qui serait désormais un méga complexe portuaire, augmentant l'investissement total estimé à 3 milliards. dollars. À la suite de l'injection de capital de Cosco Shipping Ports, cette société a commencé à détenir une participation de 60 % dans le projet, tandis que le volcan péruvien a réduit sa participation à 40 %. De même, la société a été renommée Terminales Portuarios Chancay S.A. en Cosco Shipping Ports Chancay Perú S.A.